# Chomelia triantha
Chomelia triantha är en måreväxtart som beskrevs av Paul Carpenter Standley. Chomelia triantha ingår i släktet Chomelia och familjen måreväxter. Inga underarter finns listade i Catalogue of Life.